# Elezioni generali a Cuba del 1940
Le elezioni generali a Cuba del 1940 si tennero il 14 luglio. Le elezioni presidenziali furono vinte da Fulgencio Batista, candidato della 
Coalizione Socialista Democratica, che ottenne la maggioranza dei seggi al Senato (22 su 36). Il Partito Autentico, invece, ottenne la maggioranza relativa nella Camera dei Rappresentanti (34 su 162).

## Risultati

### Elezioni presidenziali
| Candidato             | Partito                           | Voti      | %     |
| --------------------- | --------------------------------- | --------- | ----- |
| Fulgencio Batista     | Coalizione Socialista Democratica | 805.125   | 56,70 |
| Ramón Grau San Martín | Fronte d'Opposizione              | 573.576   | 40,30 |
| Reynaldo Márquez      | Partito Nazionale Agrario         | 42.862    | 3,00  |
| Schede bianche/nulle  |                                   |           |       |
| Totale                | Totale                            | 1.421.563 | 100   |

La Coalizione Socialista Democratica, chiamata anche Coalizione Socialista Popolare, comprendeva l'Unione Comunista Rivoluzionaria, il Partito d'Azione Progressista, l'Associazione Democratica Nazionale, il Partito Liberale Autonomista e il Partito Repubblicano Democratico. Il Fronte d'Opposizione, invece, comprendeva l'ABC, il Partito Autentico e Azione Repubblicana.

### Elezioni parlamentari

#### Camera dei rappresentanti
| Partito                            | Voti | % | Seggi |
| ---------------------------------- | ---- | - | ----- |
| Partito Liberale Autonomista       |      |   | 23    |
| Partito Democratico Repubblicano   |      |   | 22    |
| Unione Nazionalista                |      |   | 21    |
| Associazione Democratica Nazionale |      |   | 18    |
| Unione Rivoluzionaria Comunista    |      |   | 10    |
| Totale                             |      |   | 94    |
| Partito Autentico                  |      |   | 34    |
| Azione Repubblicana                |      |   | 16    |
| ABC                                |      |   | 12    |
| Totale                             |      |   | 62    |
| Totale                             |      |   | 156   |

#### Senato
| Partito                            | Voti | % | Seggi |
| ---------------------------------- | ---- | - | ----- |
| Partito Democratico Repubblicano   |      |   | 10    |
| Partito Liberale Autonomista       |      |   | 5     |
| Unione Nazionalista                |      |   | 5     |
| Associazione Democratica Nazionale |      |   | 2     |
| Unione Rivoluzionaria Comunista    |      |   | -     |
| Totale                             |      |   | 22    |
| Partito Autentico                  |      |   | 8     |
| Azione Repubblicana                |      |   | 3     |
| ABC                                |      |   | 3     |
| Totale                             |      |   | 14    |
| Totale                             |      |   | 36    |